# Killean House

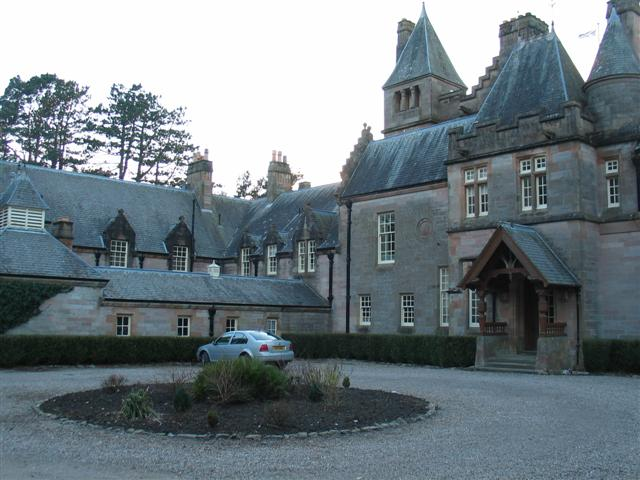
Killean House

Killean House ist ein Herrenhaus südlich der schottischen Ortschaft Tayinloan auf der Halbinsel Kintyre. Es liegt in einem kleinen Wäldchen abseits der heutigen A83. 1980 wurde das Killean House in die schottischen Denkmallisten zunächst in der Kategorie B aufgenommen. Eine Umkategorisierung in die höchste Kategorie A erfolgte im Zuge einer Neubewertung im Jahre 1992.

## Geschichte
In den Jahren 1873 und 1875 erwarb der aus Campbeltown stammende James Macalister Hall of Tangy and Killean das Anwesen von Killean. Während des Umbaus des alten Herrenhauses brach ein Feuer aus und das Gebäude wurde weitgehend zerstört. Für die ersten Baupläne des neuen Killean House aus dem Jahre 1876 war der schottische Architekt John Burnet verantwortlich, die er in den folgenden Jahren noch überarbeitete. Sein Sohn, John James Burnet, leitete dann den Bau, der Anfang der 1880er Jahre beendet wurde. Nach dem Ableben Macalister Halls fiel das Anwesen 1904 seinem Bruder Stuart zu. Im Jahre 1907 wurde der im Süden des Hauptgebäudes rechtwinklig abgehende Südflügel angebaut. Da auch Stuart keine direkten Nachfahren besaß, erbte dann sein Neffe Hamish Hall Killean House. Nach dem Tode von Hamishs kinderloser Witwe wurde das Anwesen schließlich verkauft.

## Beschreibung
Im Unterschied zu zahlreichen anderen schottischen Herrenhäusern aus dieser Zeit ist Killean House nicht symmetrisch aufgebaut. Architektonisch zeigt es Anleihen und Merkmale verschiedener Baustile, darunter aus der französischen, englischen und schottischen Spätgotik und der frühen Renaissance. Von dem zwei- bis dreistöckigen Hauptgebäude geht rückwärtig ein ein- bis zweistöckiger Flügel ab, sodass ein L-förmiger Gebäudegrundriss entsteht. Ein weiterer flacher Flügel im Süden des Hauptgebäudes wurde erst später hinzugefügt. Das Mauerwerk besteht aus behauenem Quaderstein. Der zinnenverziehrte, vorspringende Eingangsturm schließt mit einem schiefergedeckten Walmdach. Er befindet sich im Nordosten der Anlage. Rechts davon schließt das Gebäude mit einem halbrunden Eckturm mit Kegeldach und drei Walmdachgauben ab, an den sich der einstöckige rückwärtige Flügel anschließt. Er weist ein schlichtes, abgesetztes Zierband oberhalb des Erdgeschosses auf.